# Etbaal I
Etbaal I (‏אֶתְבַּעַל‎) – fenicki władca, król Tyru i Sydonu w latach 887–856 p.n.e.

## Życiorys
Należał do elity kapłańskiej w Tyrze i najprawdopodobniej spokrewniony był z dynastią królewską Hirama I. Według Biblii był ojcem Izebel, żony Achaba, władcy północnego królestwa Izraela. Etbaal może być niewymienionym z imienia władcą Sydonu/Tyru, który złożył trybut asyryjskiemu królowi Aszurnasirpalowi II (pan. 883–859 p.n.e.) w trakcie jednej z jego wypraw wojennych do Syrii. Według Józefa Flawiusza Etbaal założyć miał fenickie kolonie w Libii i w pobliżu Byblos.